# Личная жизнь Этана Грина
«Личная жизнь Этана Грина» (англ. «The Mostly Unfabulous Social Life of Ethan Green») — американская комедия 2005 года, режиссёрский дебют Джорджа Бамбера. Фильм снят по мотивам одноименной серии гей-комиксов американского карикатуриста Эрика Орнера, главным героем которой является молодой гомосексуал Этан Грин, пытающийся найти золотую середину между профессиональной карьерой и устройством личной жизни.

## Сюжет
26-летний гей Этан живёт в Западном Голливуде в доме, который принадлежит его бывшему бойфренду Лео. Сам же Лео в данный момент обитает в доме матери Этана, которая души не чает в бывшем любовнике сына. Этан влюбляется в бейсбольного игрока Кайла и начинает с ним встречаться. Он предлагает Кайлу жить вместе, но тот не готов к серьёзным отношениям и совместному проживанию. Лео не даёт покоя мысль, что у Этана теперь новый возлюбленный, из ревности он заявляет, что собирается продать дом. Чтобы помешать продаже дома, Этан придумывает хитроумный план. И тут на помощь ему приходит девятнадцатилетний агент по недвижимости по имени Панч, который начинает отношения с Этаном и одновременно суёт палки в колёса Лео.

## Критика
Фильм получил массу отзывов критиков с перевесом в сторону отрицательных. На сайте Rotten Tomatoes у него 26-процентный «гнилой» рейтинг с формулировкой: «Этан Грин — раздражающий персонаж, шутки которого не смешные и такие же плоские, как бумага, на которой они написаны».

## В ролях
| Актёр           | Роль           |
| --------------- | -------------- |
| Дэниэл Леттерле | Этан Грин      |
| Мередит Бакстер | мать Этана     |
| Диего Серрано   | Кайл           |
| Шанола Хэмптон  | Шарлотта       |
| Дэвид Монахэн   | Лео            |
| Дин Шелтон      | Панч           |
| Чейз Эллисон    | Этан в детстве |